# Rubén Castillo
Rúben Castillos, más conocido como Rúben Castillo (Rivera, 10 de septiembre de 1922 - Montevideo, 13 de julio de 2002), fue un director de teatro, escritor, crítico teatral y fundamentalmente comunicador de radio y televisión uruguayo.

## Biografía
Sus padres eran maestros de escuela. En 1953 siendo estudiante de arquitectura, entra como locutor en CX 8 Radio Sarandí de Montevideo. En esa emisora en diciembre de 1960 inicia la conducción de Discodromo, programa radial innovador que se realizaba sin libretos y en el cual los oyentes votaban por teléfono o carta diversos temas musicales. El éxito del programa hizo que en 1962 comenzara también a difundirse en televisión, aunque con formato distinto, a través de canal 12. 

### Discodromo Show
Discodromo Show, como se llamaba el programa televisivo, se difundía en los domingos al mediodía, con una orquesta estable dirigida por Julio Frade. Ofrecía actuaciones en vivo tanto de músicos uruguayos como extranjeros.
El programa dio un decisivo espaldarazo a la música uruguaya dando difusión a prácticamente todos músicos, cantantes y grupos de música popular y rock de las década de 1960 y 1970. 
Paralelamente Castillo condujo otros programas en radio Sarandí, como Desfile de popularidad, que diariamente ofrecía el ranking de los temas musicales más vendidos por las casas de música de Montevideo.
A partir de 1973, el programa dejó de transmitirse por televisión, y pasó a ser emitido diariamente en las tardes de radio Sarandí. El 9 de julio de ese mismo año, utilizando un poema de García Lorca, Castillo convocó a sus oyentes a participar de una manifestación en repudio al golpe militar que había sido dado en su país.
En 1976, desde Discodromo y junto a otros intelectuales uruguayos como Amanda Berenguer, María Inés Silva Vila, Carlos Maggi y José Pedro Díaz, impulsó el muy exitoso Club del Libro, que logró la edición de decenas de obras. 
Su estilo de hacer radio sobrio y espontáneo, se acompañó siempre de una muy estudiada selección musical. Ganó el premio Ariel otorgado por los críticos de radio y televisión de su país y el Premio Ondas instituido por Radio Barcelona.
Dentro de su labor como director de teatro son destacables sus versiones de obras de Arthur Miller, Carlos Gorostiza, Carlos Muñiz, y Milan Kundera.
Publicó el libro Cuenta nortes, y una infinidad de artículos periodísticos sobre teatro, cine y música.
Falleció en Montevideo el 13 de julio de 2002.
Su hija es la comunicadora Rosario Castillo.